# Legge delle proporzioni multiple

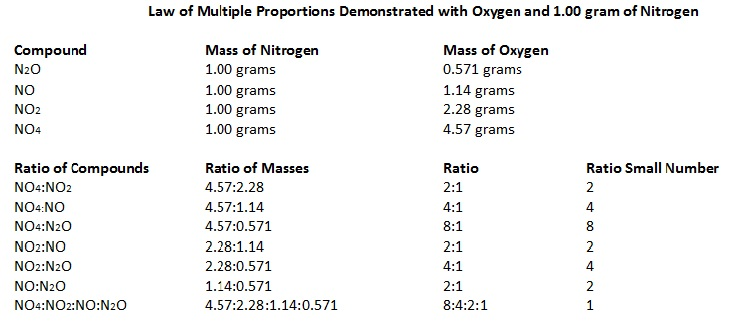
La legge delle proporzioni multiple con le correlazioni tra ossigeno e 1 grammo di azoto

La legge delle proporzioni multiple (legge ponderale) è una legge chimica ricavata sperimentalmente dal chimico, fisico e meteorologo inglese John Dalton.
Essa enuncia: quando due elementi si combinano in modi diversi per formare diversi composti, posta fissa la quantità di uno dei due elementi, la quantità dell'altro elemento necessaria a reagire per formare un diverso composto risulterà essere un multiplo o sottomultiplo di se stessa, in rapporti esprimibili con numeri piccoli ed interi.
Ad esempio, 7 g di azoto (N) si combinano con l'ossigeno (O) nei seguenti modi:
- con 4 g di ossigeno formando 11 g di ossido di diazoto (N2O)
- con 8 g formando 15 g di ossido di azoto (NO)
- con 12 g formando 19 g di triossido di diazoto (N2O3)
- con 16 g formando 23 g di biossido di azoto (NO2)
- con 20 g formando 27 g di pentossido di diazoto (N2O5).

Tale esempio esprime come i grammi di ossigeno necessari a reagire con 7 g di azoto per formare composti diversi siano un multiplo di 4 (4X2=8, 4X3=12 e via dicendo).
Questa legge empirica è stata una delle principali motivazioni per la ripresa in epoca moderna delle antiche teorie atomiche. Infatti essa è spiegata con naturalezza da un modello che prevede che gli elementi siano costituiti da atomi indivisibili e uguali in massa, secondo il modello atomico di Dalton, e che le altre sostanze siano costituite da particelle tutte uguali (le molecole) formate dall'aggregazione di un numero piccolo e fisso di atomi di ciascuno degli elementi che le compongono.
I composti non stechiometrici non rispettano le comuni regole di valenza e nemmeno la legge delle proporzioni multiple.